# Costa dei Mosquito
La Costa dei Mosquito (in inglese Mosquito Coast; in spagnolo: Costa de Mosquitos) è la costa orientale di Nicaragua e Honduras. Oggetto di contese territoriali, è stata resa famosa dal film di Peter Weir, Mosquito Coast, che però poco ha a che fare con la realtà antropica passata e attuale.

## Geografia
Sebbene il suo nome sia talora riferito all'intero litorale orientale del Nicaragua - come anche alla Mosquitia honduregna, la regione costiera nordorientale delimitata a sud ovest dal Río Coco - la Costa dei Miskito consisteva più esattamente in una stretta lingua di terra, di fronte al Mar dei Caraibi, compresa all'incirca fra gli 11°45' e i 14°10' di latitudine nord.
Essa si spingeva all'interno per una distanza media di 60 km, e misurava circa 360 km da nord a sud. A nord, il suo confine costeggiava il Río Wawa; a ovest, corrispondeva con il limite orientale dei monti del Nicaragua; a sud, seguiva il corso del Río Rama. Le città principali erano Bluefields (o Blewfields, la più grande, dotata di un buon porto e odierno capoluogo della Regione Autonoma della costa caraibica meridionale), Magdala sulla Laguna delle Perle,  Prinzapolka sul fiume omonimo, Wounta presso la foce del Kukalaya e Carata presso quella del Río Wawa.
La Costa dei Miskito è così chiamata dal nome della sua principale popolazione, gli amerindi miskito. Questo nome è stato corrotto in Mosquito dai coloni europei. I miskito, dei quali esistono varie tribù, sono piccoli di statura e di carnagione molto scura. Si ritiene che la loro pigmentazione dipenda da unioni miste con schiavi naufragati dopo la fuga dalle colonie spagnole nelle isole caraibiche.

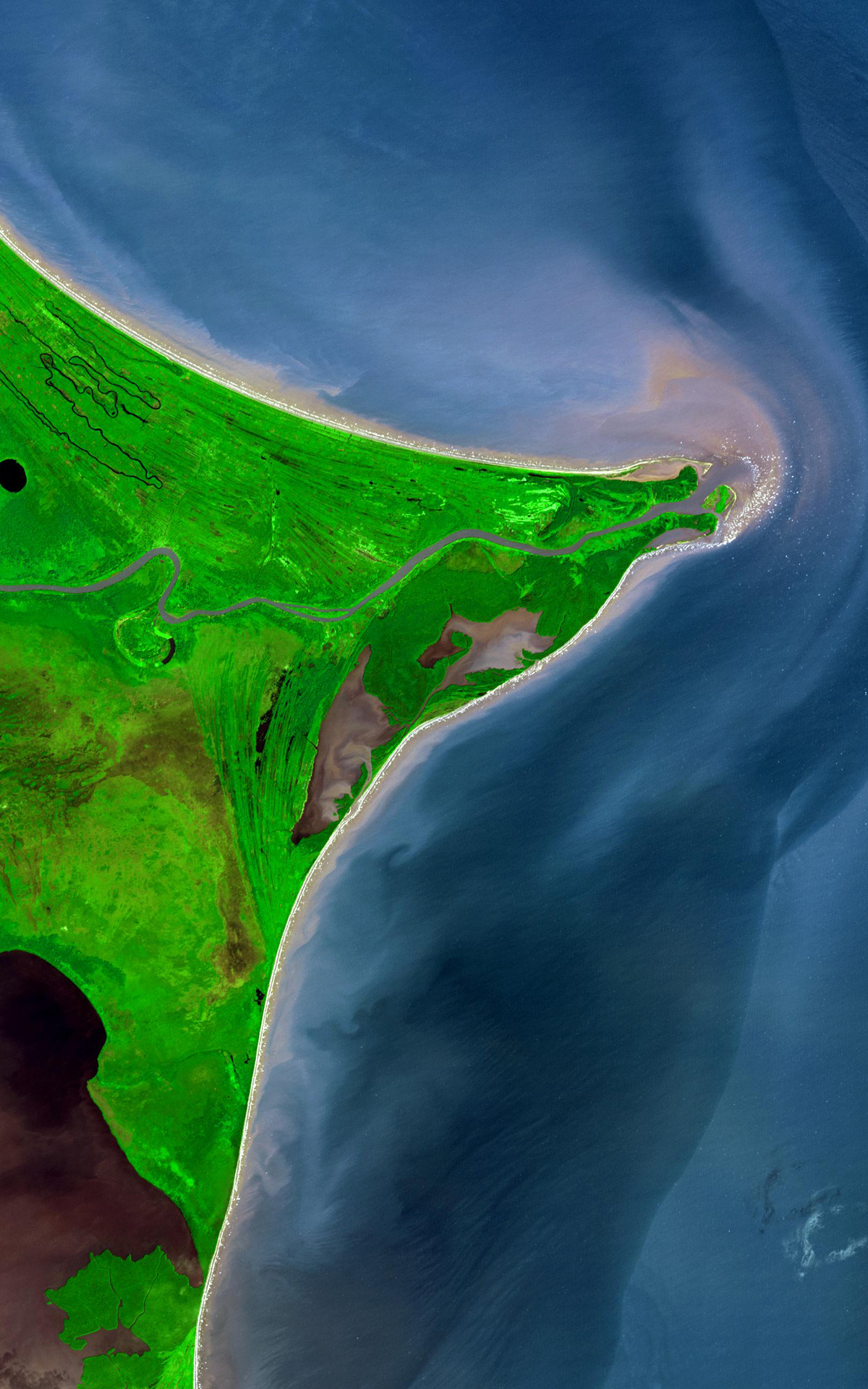
La Costa dei Miskito al confine fra Honduras e Nicaragua

## Storia
La prima colonizzazione europea del paese dei miskito iniziò nel 1630, quando i rappresentanti della compagnia coloniale inglese Providence - di cui era presidente Robert Rich, conte di Warwick, e cassiere John Pym - occuparono due isolotti e stabilirono relazioni amichevoli con gli indigeni.
La zona fu lungamente dominata dagli interessi britannici. Dal 1655 al 1860, il Regno Unito rivendicò un protettorato sui miskito; tuttavia, i vari tentativi di impiantare colonie nel territorio ebbero scarso successo, e il protettorato fu osteggiato dalla Spagna, dalle repubbliche centroamericane e dagli Stati Uniti. L'opposizione di questi ultimi era dovuta in massima parte al timore che la Gran Bretagna acquisisse una posizione privilegiata riguardo alla proposta costruzione di un canale interoceanico attraverso il Nicaragua. Nel 1848, la presa di Greytown da parte dei miskito con l'appoggio inglese destò impressione negli Stati Uniti, accendendo la prima miccia di guerra. Nel 1854, la nave americana USS Cyane bombardò la città, essendo mancato ogni risarcimento per la violenza subita dal diplomatico Solon Borland e da altri cittadini statunitensi. Ciò nonostante, con il patto Clayton-Bulwer del 1850, le due potenze si erano impegnate a non fortificare, colonizzare né assoggettare al proprio dominio alcuna zona del Centroamerica; e così nel 1859 la Gran Bretagna delegò il protettorato all'Honduras.
La scelta britannica causò parecchio malcontento fra gli indigeni, che subito dopo insorsero. Il 28 gennaio 1860, la Gran Bretagna addivenne allora al trattato di Managua, con il quale trasferì alla controparte nicaraguegna la sovranità dell'intera costa caraibica, da Cabo Gracias a Dios a Greytown, concedendò però autonomia ai miskito nella loro più circoscritta riserva (la zona sopra descritta). Il capo miskito accettò la novità dietro condizione di mantenere la propria autorità locale, e di ricevere un sussidio di 1.000 sterline all'anno fino al 1870. Ma alla sua morte, nel 1864, il Nicaragua rifiutò di riconoscerne il successore.
La riserva continuò tuttavia ad essere governata da un capo elettivo, con l'ausilio di un consiglio amministrativo che si riuniva a Bluefields; gli amerindi negarono che la sovranità nicaraguegna implicasse un diritto di ingerenza nei loro affari interni. La questione fu deferita in arbitrato all'imperatore d'Austria, il cui lodo (pubblicato nel 1881) sostenne le ragioni degli indigeni, e dichiarò che la potestà del Nicaragua era limitata dal loro diritto di autogoverno.
Quando nel 1894 Rigoberto Cabezas promosse una campagna di annessione della riserva, i nativi risposero con vigorose proteste, una richiesta di protezione della Gran Bretagna e altre forme di resistenza militante, ma quasi del tutto invano. La situazione era tale che, dal 6 luglio al 7 agosto, gli Stati Uniti occuparono Bluefields per "proteggere i propri interessi". Dopo aver goduto di autonomia quasi completa per quattordici anni, il 20 novembre il territorio fu formalmente incorporato in quello della repubblica del Nicaragua dal presidente José Santos Zelaya. L'ex Costa dei Miskito fu costituita in dipartimento di Zelaya. Negli anni ottanta, tale dipartimento scomparve, sostituito dalle regioni dell'Regione Autonoma della costa caraibica settentrionale (RACCN) e Regione Autonoma della costa caraibica meridionale (RACCS), autonome e con un certo grado di autogoverno.

La seconda bandiera della Costa dei Miskito (1860-1894)

Nel 1960 la parte settentrionale della regione fu concessa all'Honduras dalla Corte internazionale di giustizia delle Nazioni Unite. La prima bandiera della Costa dei Miskito fu adottata nel 1834; la seconda nel 1860, quando lo stendardo nicaraguegno sostituì quello britannico nel cantone.

## Popolazione
La Costa dei Miskito nicaraguense ha una popolazione di 118.000 abitanti, ripartiti fra miskito (57%), creoli (afroeuropei, 22%), ladinos (15%), sumu (amerindi, 4%), garifuna (afroindiani, 1%), cinesi (0,5%) e rama (amerindi, 0,5%).
| Miskito | Creoli | Ladinos | Sumu | Garifuna | Cinesi | Rama |
| ------- | ------ | ------- | ---- | -------- | ------ | ---- |
| 57%     | 22%    | 15%     | 4%   | 1%       | 0,5%   | 0,5% |